# (7258) Pettarin
(7258) Pettarin est un astéroïde de la ceinture principale.

## Description
(7258) Pettarin est un astéroïde de la ceinture principale. Il fut découvert le 5 mars 1994 à Stroncone par l'Observatoire astronomique Santa Lucia de Stroncone. Il présente une orbite caractérisée par un demi-grand axe de 2,60 UA, une excentricité de 0,10 et une inclinaison de 12,1° par rapport à l'écliptique.

## Compléments